# پاب‌مد سنترال
پاب‌مد سنترال دادگانی علمی و رایگان از مقالات مجله‌های علمی-پژوهشی در زمینه علوم سلامت و علوم زیستی است که توسط کتابخانه ملی پزشکی آمریکا در جهت گسترش دسترسی آزاد به اطلاعات علمی ایجاد شده‌است. در حال حاضر پاب‌مد سنترال ۲٫۵ میلیون ماخذ دارد که شامل مقاله‌هایی از حدود ۱۵۰۰ مجله مختلف است. مجلات نمایه شده در پاب‌مد سنترال از جهت در اختیار گذاشتن مقالات به چند دسته تقسیم می‌شوند.
1. مجلاتی که همه مقالات خود را به صورت فوری بعد از انتشار و بدون هیچ محدودیتی در اختیار دادگان قرار می‌دهند.
2. مجلاتی که مقالاتی که توسط ان‌آی‌اچ حمایت شده‌اند را منتشر می‌کنند.
3. مجلاتی که بعضی از مقالات خود را در این دادگان نمایه می‌کنند.
4. مجلاتی که مقالات خود را یکسال پس از انتشار در اختیار این دادگان قرار می‌دهند.[۱]